# Canadian Championship 2010
De Canadian Championship 2010 was een voetbalcompetitie die plaatsvond in Montreal, Toronto en Vancouver in 2010. De deelnemende teams zijn Montreal Impact, Toronto FC en Vancouver Whitecaps. Het toernooi bestaat uit thuis- en uitwedstrijden tussen elk team voor zes wedstrijden. De winnaar plaatst zich voor de kwalificatieronde van de CONCACAF Champions League 2010/11.

## Programma
| Team                | Pld | G | G | V | DV | DT | DS | Pnt |
| ------------------- | --- | - | - | - | -- | -- | -- | --- |
| Toronto FC          | 4   | 2 | 2 | 0 | 3  | 0  | +3 | 8   |
| Vancouver Whitecaps | 4   | 0 | 4 | 0 | 2  | 2  | 0  | 4   |
| Montreal Impact     | 4   | 0 | 2 | 2 | 2  | 5  | −3 | 2   |

|                         |                        |                                                          |                 |                                                                            |
| 28 april 2010 20:00 EST | Toronto FC             | 2 – 0                                                    | Montreal Impact | BMO Field, Toronto, Ontario Toeschouwers: 21.346 Scheidsrechter: Paul Ward |
| 28 april 2010 20:00 EST | Harden 12' Barrett 61' | (report)[dode link] Verslag (Goal Correction)[dode link] |                 | BMO Field, Toronto, Ontario Toeschouwers: 21.346 Scheidsrechter: Paul Ward |

|                      |                     |         |                 |                                                                               |
| 5 mei 2010 19:30 PST | Vancouver Whitecaps | 1 – 1   | Montreal Impact | Swangard Stadium, Burnaby, BC Toeschouwers: 4325 Scheidsrechter: Geoff Gamble |
| 5 mei 2010 19:30 PST | Haber 81' (pen.)    | Verslag | Byers 31'       | Swangard Stadium, Burnaby, BC Toeschouwers: 4325 Scheidsrechter: Geoff Gamble |

|                       |                 |         |                |                                                                                  |
| 12 mei 2010 20:00 EST | Montreal Impact | 0 – 1   | Toronto FC     | Stade Saputo, Montreal, Quebec Toeschouwers: 10.737 Scheidsrechter: David Gantar |
| 12 mei 2010 20:00 EST |                 | Verslag | De Rosario 73' | Stade Saputo, Montreal, Quebec Toeschouwers: 10.737 Scheidsrechter: David Gantar |

|                       |                     |       |            |                                                                                  |
| 19 mei 2010 19:30 PST | Vancouver Whitecaps | 0 – 0 | Toronto FC | Swangard Stadium, Burnaby, BC Toeschouwers: 4928 Scheidsrechter: Stephen Depiero |
| 19 mei 2010 19:30 PST | Verslag             |       |            | Swangard Stadium, Burnaby, BC Toeschouwers: 4928 Scheidsrechter: Stephen Depiero |

|                       |                 |        |                     |                                                                                     |
| 26 mei 2010 20:00 EST | Montreal Impact | 1 – 1  | Vancouver Whitecaps | Stade Saputo, Montreal, Quebec Toeschouwers: 10,959 Scheidsrechter: Silviu Petrescu |
| 26 mei 2010 20:00 EST | Billy 62'       | report | A. Toure 50'        | Stade Saputo, Montreal, Quebec Toeschouwers: 10,959 Scheidsrechter: Silviu Petrescu |

|                       |            |       |                     |                                                                               |
| 2 juni 2010 20:00 EST | Toronto FC | 0 – 0 | Vancouver Whitecaps | BMO Field, Toronto, Ontario Toeschouwers: 15,176 Scheidsrechter: Geoff Gamble |
| 2 juni 2010 20:00 EST | Verslag    |       |                     | BMO Field, Toronto, Ontario Toeschouwers: 15,176 Scheidsrechter: Geoff Gamble |